# Sukareja (Sukasari)
Sukareja is een bestuurslaag in het regentschap Subang van de provincie West-Java, Indonesië. Sukareja telt 5151 inwoners (volkstelling 2010).